# Монтелупоне
Монтелупо̀не (на италиански: Montelupone, на местен диалект Montelupò, Монтелупо) е малко градче и община в Централна Италия, провинция Мачерата, регион Марке. Разположено е на 272 m надморска височина. Населението на общината е 3686 души (към 2010 г.).